# Isotta Fraschini

Ein altes Markenlogo

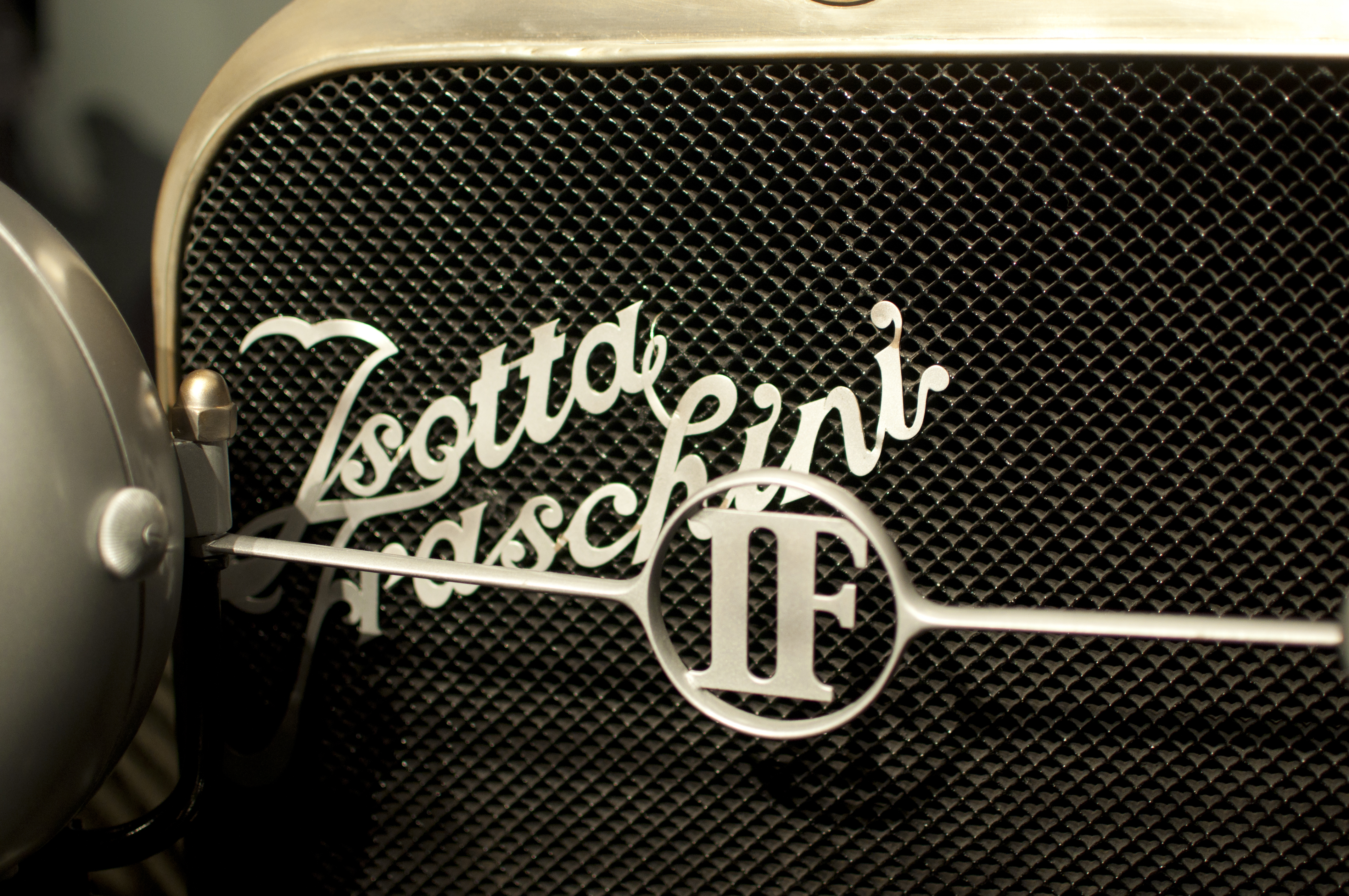
Schriftzug auf dem Kühlergrill eines Fahrzeugs

Isotta Fraschini ist eine italienische Marke. Bekannt wurde sie durch Automobile, allerdings wurde dieser Bereich vor Jahren aufgegeben.

## Vorgeschichte
Der Rechtsanwalt Cesare Isotta und der Ingenieur Vincenzo Fraschini gründeten ein gemeinsames Unternehmen. Dies geschah je nach Quelle 1898 oder im April 1899. Eine Quelle nennt als Firmierung Società Milanese d’Automobili. Der Sitz war in Mailand. Sie begannen mit dem Import von Autos von Renault und De Dion-Bouton sowie von Ottomotoren von Ateliers de Construction Mécanique l’Aster. Eine andere Quelle nennt zusätzlich Fahrzeuge von Automobiles Mors und Établissements Pieper.

## Markengeschichte

### Società Milanese d’Automobili Isotta, Fraschini & C.
Am 27. Januar 1900 gründeten sie die Società Milanese d’Automobili Isotta, Fraschini & C. in Mailand. Beteiligt waren außerdem Vincenzos Brüder Oreste und Antonio sowie Riccardo Bencetti, Paolo Meda und Ludovico Prinetti. Nun begann die eigene Produktion von Personenkraftwagen. Konstrukteur war zunächst Giuseppe Stefanini.

### Fabbrica Automobili Isotta Fraschini
1904 erfolgte die Umfirmierung in Fabbrica Automobili Isotta Fraschini.
Mit der Einstellung des Konstrukteurs Giustino Cattaneo begann der Aufschwung. Er hatte vorher für Società Italiana Bernardi, Fabbrica di Automobili Florentia und Züst Automobile gearbeitet. Er war von 1905 bis 1933 für die Fahrzeugentwicklung zuständig und wurde von Antonio Chiribiri assistiert.
1906 fertigte das Unternehmen 300 Fahrzeuge, dies bedeutete stückzahlmäßig den zweiten Platz unter den italienischen Automobilherstellern, aber weit hinter Fiat, die in dem Jahr 1800 Autos herstellten. Von 1906 bis 1918 wurden Lastkraftwagen und Omnibusse hergestellt.
Die Wirtschaftskrise von 1907 brachte das Unternehmen in Probleme. Lorraine-Dietrich beteiligte sich mit 50 % am Unternehmen, die Beteiligung dauerte bis 1912 an.
1909 wurde eine Lizenz an Praga aus Österreich-Ungarn vergeben, Praga machte nicht viel daraus, sondern entwickelte bald eigene Modelle.
Bis 1914 wurden über 50 verschiedene Pkw-Typen angeboten, In dem Jahr entstanden 125 Pkw. Im Ersten Weltkrieg begann die Produktion von Flugmotoren, die danach fortgesetzt wurde.
1919 erfolgte der Übergang zu einer Ein-Modell-Politik im Pkw-Bau.
Die Weltwirtschaftskrise von 1929 traf das Unternehmen hart, der Flugmotorenbau war ab dieser Zeit lukrativer als der Pkw-Bau.
Anfang der 1930er Jahre – laut einer Quelle 1933 – übernahm Aeroplani Caproni S.A. das Unternehmen. Der Produktionszweig Flugmotoren wurde intensiviert, die Pkw-Produktion 1935 vorübergehend eingestellt. 1934 wurde die Lkw-Produktion wieder aufgenommen.
Ab 1942 entwickelte Fabio Rapi erneut einen Luxus-Pkw. Laut einer anderen Quelle war Aurelio Lampredi an der Konstruktion beteiligt. Der Wagen kam 1946 auf den Markt kam und wurde bis 1948 produziert. Laut einer Quelle entstanden hiervon etwa 20 Stück.
Im September 1948 kam es zur Liquidation, laut einer anderen Quelle schloss der italienische Staat 1949 die Fabrik.

### Fabbrica Automobili Isotta Fraschini e Motori Breda
Breda übernahm den Markennamen, wobei das Jahr der Übernahme unklar bleibt. Für die Zeit von 1958 bis 1959 ist die Firmierung Fabbrica Automobili Isotta Fraschini e Motori Breda überliefert. Erneut wurden Lkw und Busse hergestellt.
Der heutige Motorenhersteller Isotta Fraschini gibt dagegen an, dass es 1955 zu einem Zusammenschluss von Isotta Fraschini und Breda kam, das neue Unternehmen F. A. Isotta Fraschini e Motori Breda hieß  und ein Werk in Saronno betrieb. Produkte für die Branchen Eisenbahn, Schiffbau und Industrie wurden hergestellt. Anfang der 1960er Jahre kam ein Motorenwerk in Bari dazu.

### Isotta Fraschini
Ende der 1970er Jahre änderte sich die Firmierung in Isotta Fraschini.

### Isotta Fraschini Motori
Später erfolgte die nächste Umfirmierung in Isotta Fraschini Motori. Ende der 1980er Jahre wurde das Werk in Saronno aufgegeben und die Produktion zu Fincantieri in Triest verlagert. Bari ist weiterhin ein Produktionsstandort sowie inzwischen der Hauptsitz. Das Unternehmen gehört zu Fincantieri.

### Isotta Fraschini Fabbrica Automobili S.P.A.
1993 wurden die Markenrechte zumindest für Pkw von Finmeccanica an das Unternehmen Fissore Co. verkauft, das dem Geschäftsmann Giuliano Malvino gehörte. Isotta Fraschini Fabbrica Automobili S.P.A. mit Sitz in Cervere, Provinz Cuneo im Nordwesten Italiens, wurde gegründet. Für die Produktion gab es ein gleichnamiges Unternehmen in San Ferdinando in der Region Kalabrien im Süden Italiens, Prototypen wurden 1996 auf dem Genfer Auto-Salon und 1998 auf dem Pariser Autosalon präsentiert, Pläne beliefen sich auf 5000 Fahrzeuge pro Jahr, es kam jedoch zu keiner Serienproduktion.

## Produkte

### Pkw
Der erste Pkw von 1900 war ein Kleinwagen, auch Voiturette genannt. Konzeptionell war das Fahrzeug den damaligen Modellen von Renault ähnlich. Ein Motor von Aster mit 5 PS trieb die Fahrzeuge an. Die offene Karosserie bot Platz für zwei Personen.
1902 ergänzte ein größeres Modell das Sortiment. Es hatte einen Zweizylindermotor mit 12 PS Leistung.
1903 erschienen 12/18 HP, 16/24 HP und 24/34 HP mit Vierzylindermotoren, das Konzept lehnte sich nun an Fahrzeuge der Marke Mercedes von der Daimler-Motoren-Gesellschaft an, sie blieben bis 1905 im Sortiment.
Zwischen 1905 und 1907 brachte das Unternehmen neun neue Modelle heraus, sie hatten jeweils einen Vierzylindermotor mit paarweise gegossenen Zylindern. Das kleinste Modell hatte 2 Liter Hubraum, Spitzenmodell war ein Rennwagen mit 17 Litern Hubraum, von dem zwei Fahrzeuge entstanden.
1906 wurden die Modelle 16/22 HP, 28/35 HP und 50/65 HP im Prospekt aufgeführt, abgebildet ist ein Landaulet.
1907 wurden Anlasser für einige Modelle eingeführt ab diesem Jahr erfolgte schrittweise der Übergang von Kettenantrieb zu Kardanantrieb, der 1914 abgeschlossen war. Ebenso 1907 erschien ein Modell mit einem Sechszylindermotor, da insbesondere für den französischen Markt gedacht war.
Von 1909 bis 1911 stand mit dem FENC ein kleiner Vierzylinder-Sportwagen mit OHC-Ventilsteuerung und 1327 cm³ Hubraum im Sortiment, er war vom 1908er Rennwagen Tipo FE abgeleitet. 
1910 erhielt das Unternehmen ein Patent auf eine Vierradbremse, damit wurden ab Ende 1910 fast alle Modelle ausgestattet.
Ein Prospekt des Herstellers, der sich auf die Zeit von 1912 bis 1914 datieren lässt, listet die folgenden Modelle auf: Tipo FC mit 14/18 HP, Tipo EC mit 18/25 HP, Tipo OC mit 25/35 HP, Tipo PC mit 35/45 HP und Tipo PCS mit 45/55 HP jeweils mit Kardanantrieb sowie Tipo TM mit 70/80 HP und Tipo KM mit 100/120 HP mit Kettenantrieb.
1913 entstand noch ein Rennwagen mit einem Vierzylindermotor und 19.620 cm³ Hubraum.
Zu den Modellen vor 1914 gehörten 12/15 HP und 16/20 HP mit Vierzylinder-Monoblockmotoren, SV-Ventilsteuerung und 2296 cm³ bzw. 2950 cm³ Hubraum. Ältere Modelle hatten noch einen T-Kopf-Motor. Tipo TM und Tipo KM waren Sportwagen mit Vierzylindermotor, Vierventiltechnik, OHC-Ventilsteuerung, Kettenantrieb und 6.235 bzw. 10.619 cm³ Hubraum. Hiervon entstanden 20 bzw. 50 Fahrzeuge. Eine andere Quelle gibt für den Tipo KM die Bauzeit von 1911 bis 1914 an und für den Tipo TM ab 1912. Eine weitere Quelle bestätigt den Bauzeitraum des Tipo KM, gibt aber 1913 bis 1914 für den Tipo TM an.
1919 erschien mit dem Tipo 8 ein Fahrzeug der Oberklasse, Nachfolger wurden der Tipo 8 A mit den Varianten Tipo 8 AS und Tipo 8 ASS sowie 1931 der Tipo 8 B, von diesen Modellen entstanden 1380 Fahrzeuge bis 1935. Eine andere Quelle nennt 600 vom Tipo 8 und 950 vom Tipo 8 A.
Von 1946 bis 1948 gab es den Luxuswagen Tipo 8 C, der Absatz blieb gering.
1996 wurde der T8 präsentiert, er basierte auf dem Audi A8, Hauptabsatzmarkt sollten die USA sein. 1998 wurde zusätzlich der T12 gezeigt, beide Fahrzeuge hatten Allradantrieb, es kam jedoch zu keiner Serienproduktion.

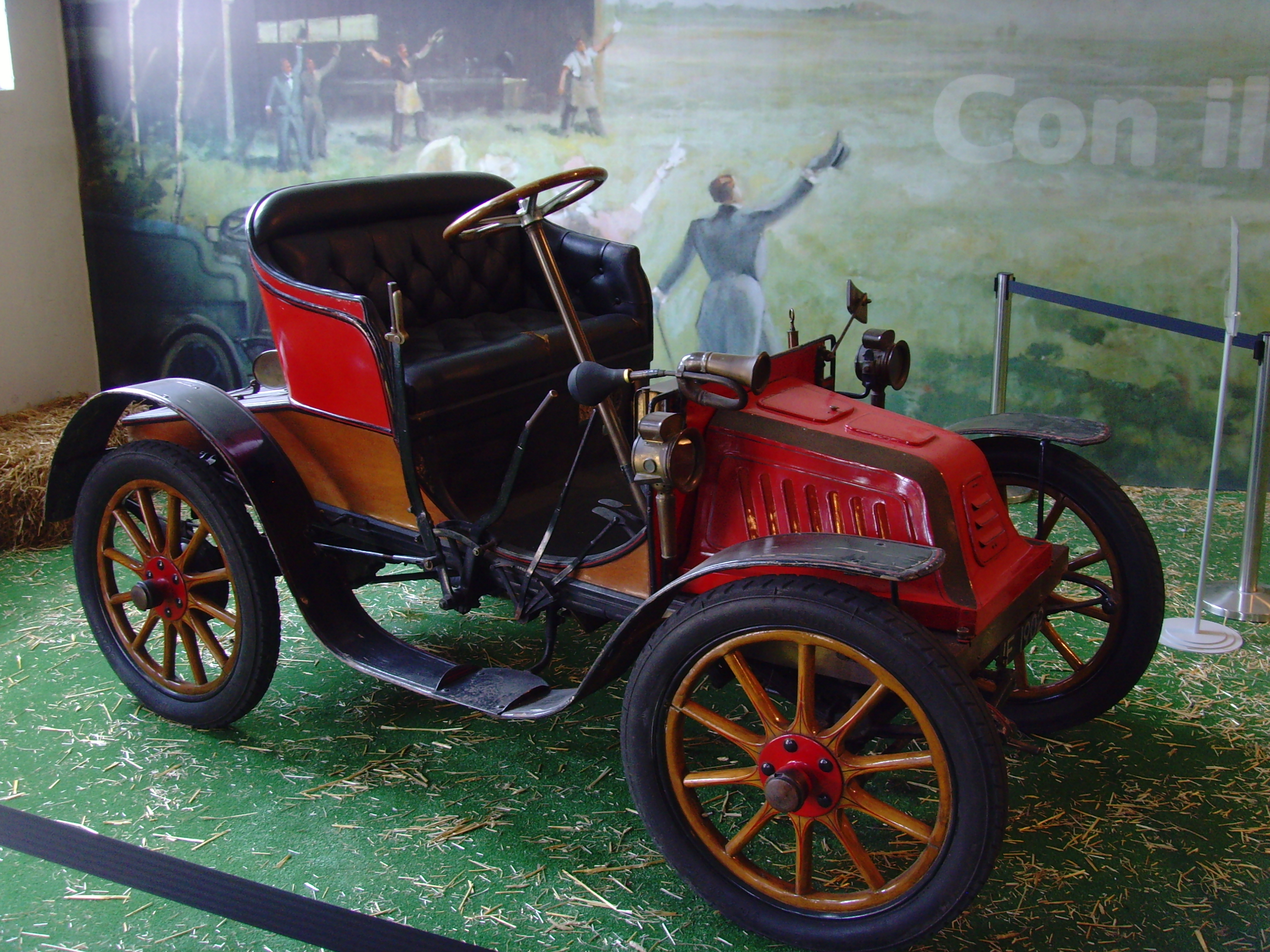
Isotta Fraschini 6½ HP von 1902
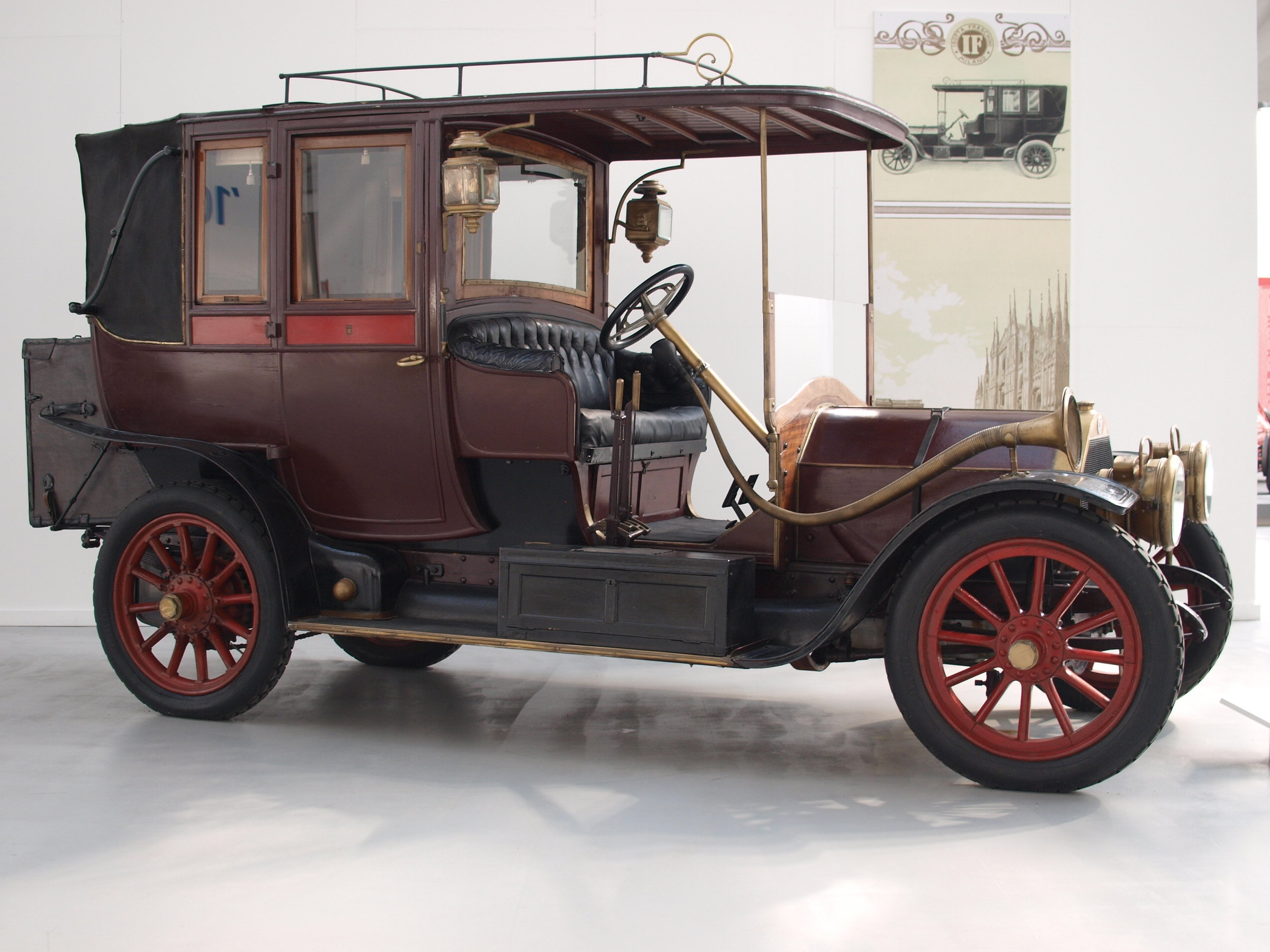
Isotta Fraschini Tipo AN von 1909
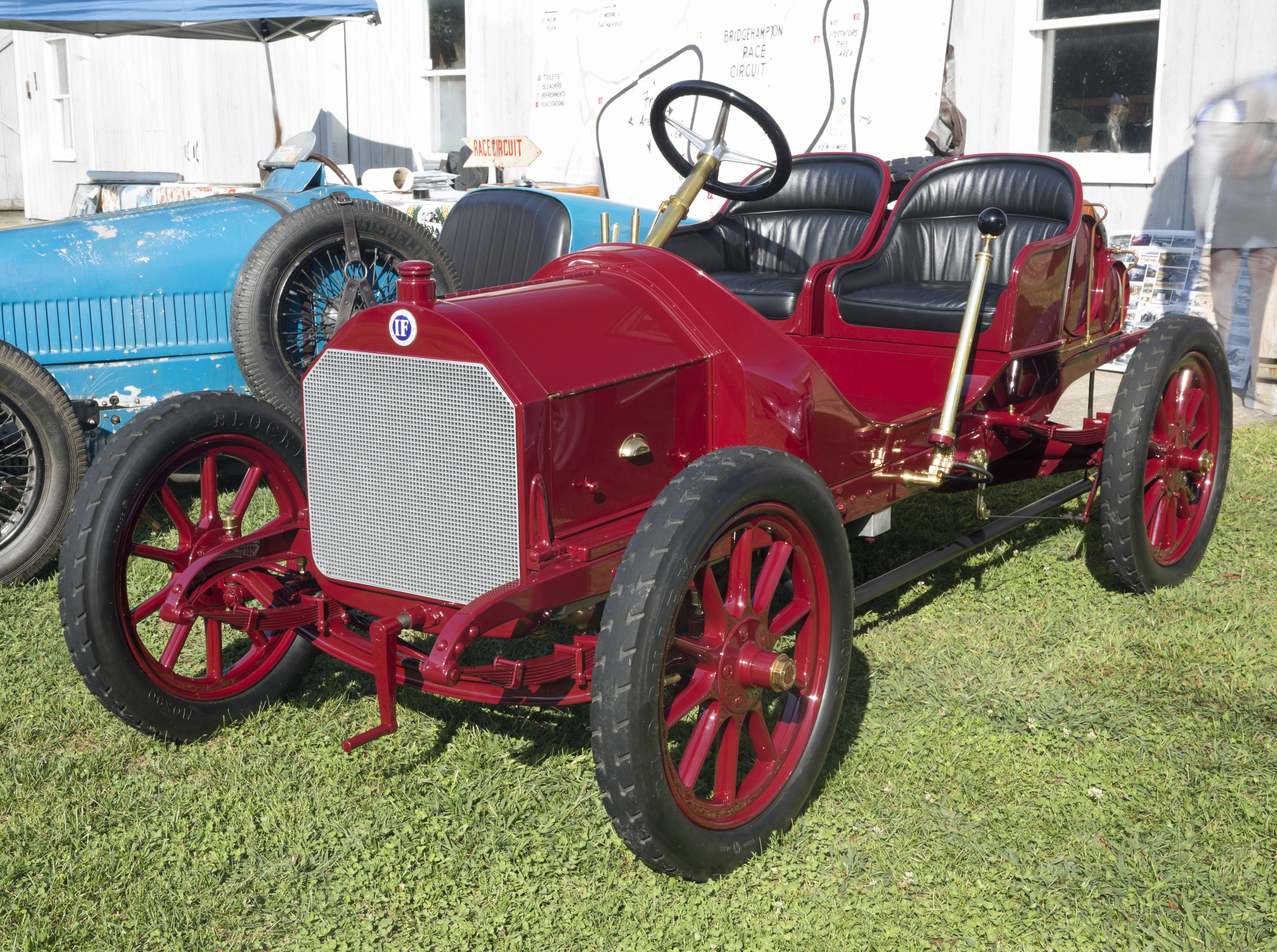
Isotta Fraschini Tipo FENC von 1909
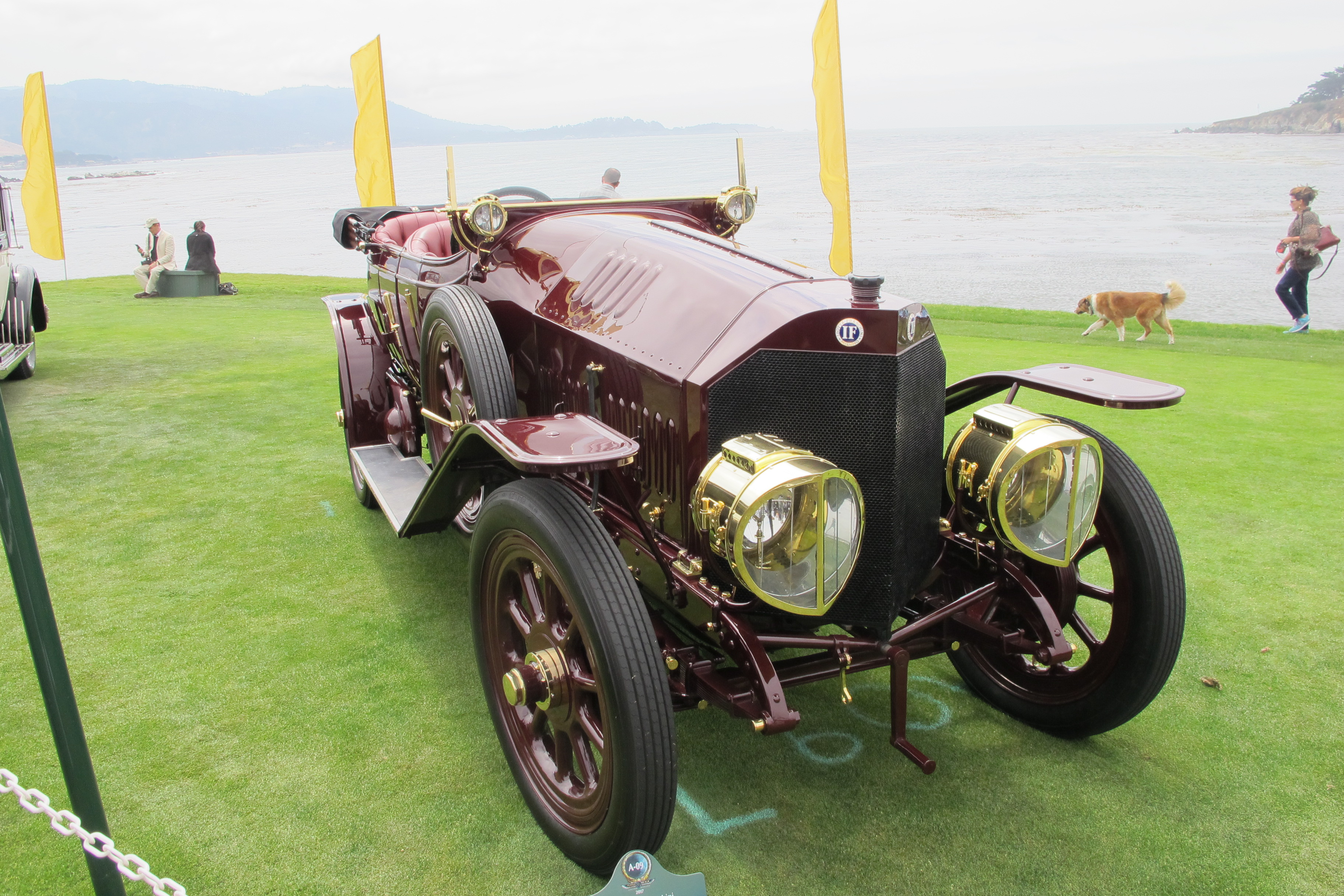
Isotta Fraschini Tipo KM von 1911–1914
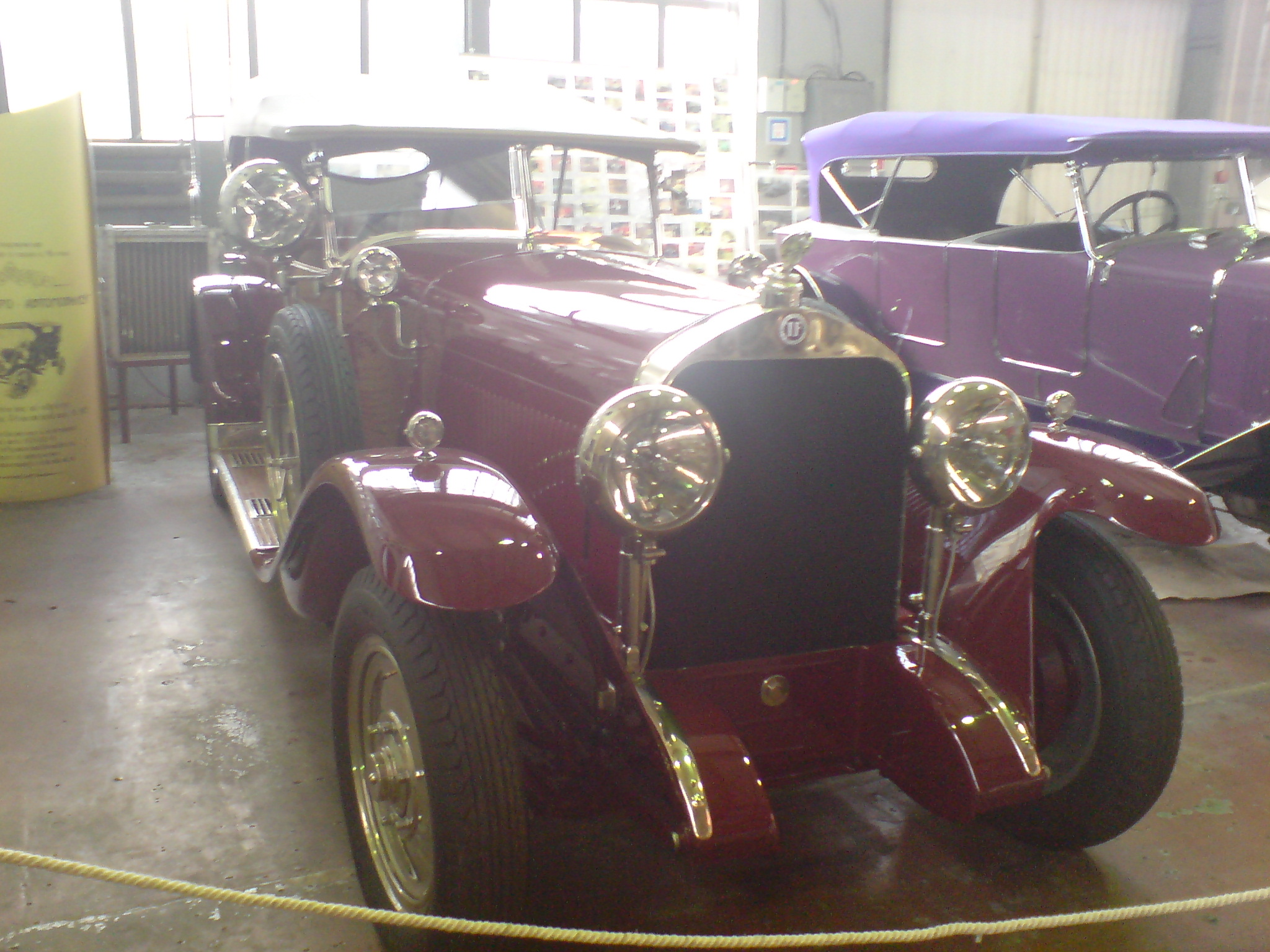
Isotta Fraschini Tipo 8 von 1924
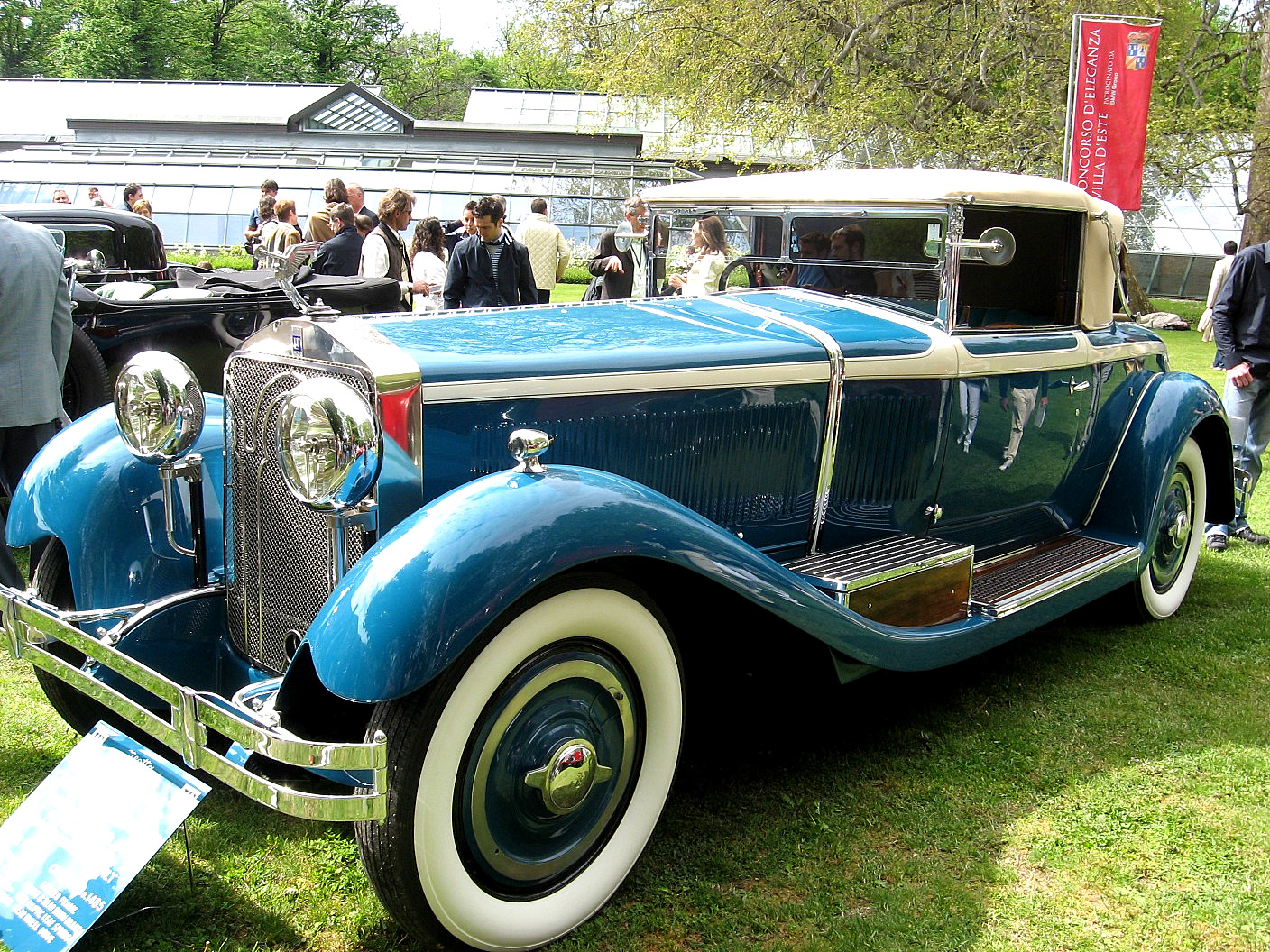
Isotta Fraschini Tipo 8 A von 1924–1931
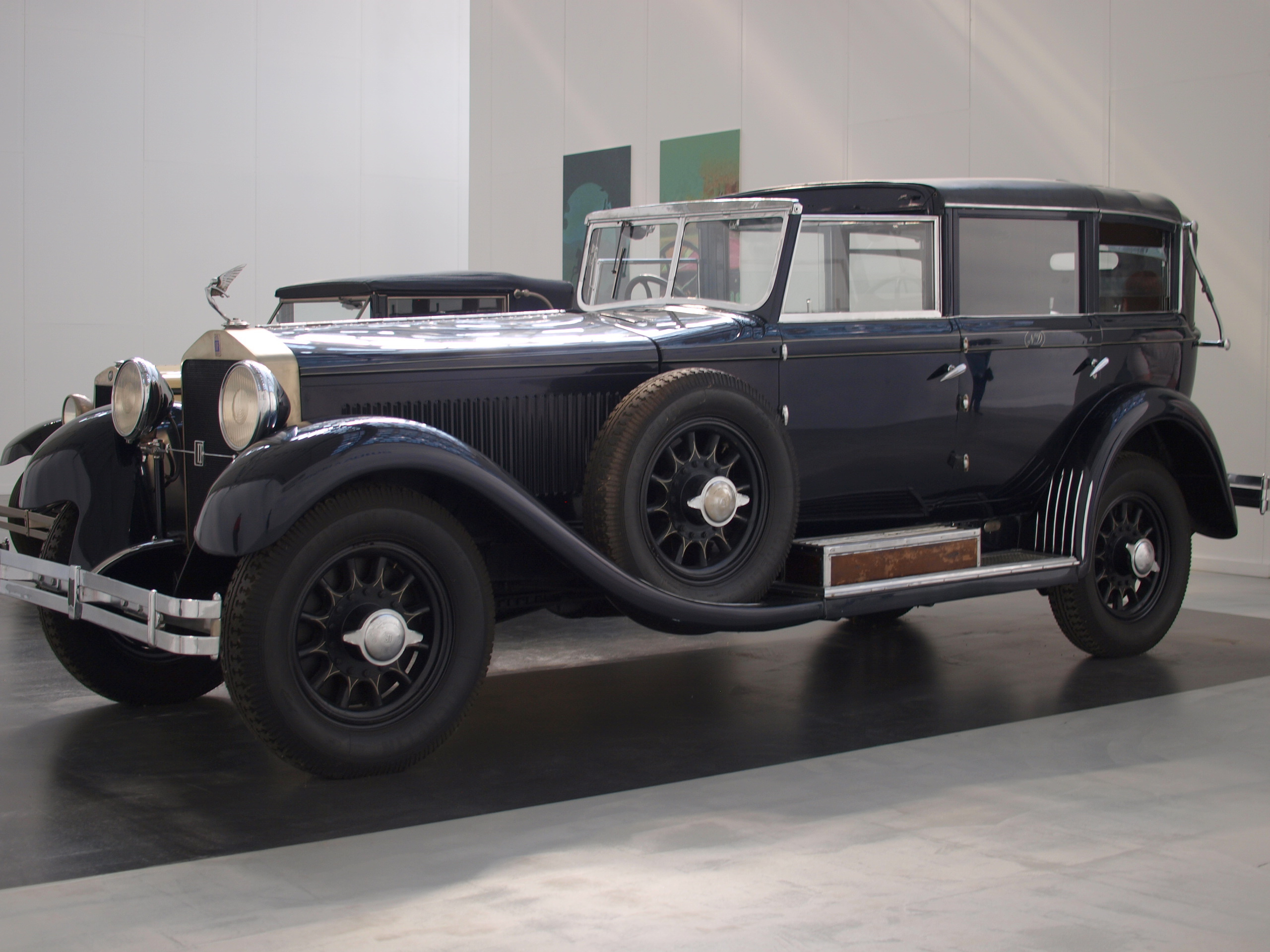
Isotta Fraschini Tipo 8 B von 1931–1935
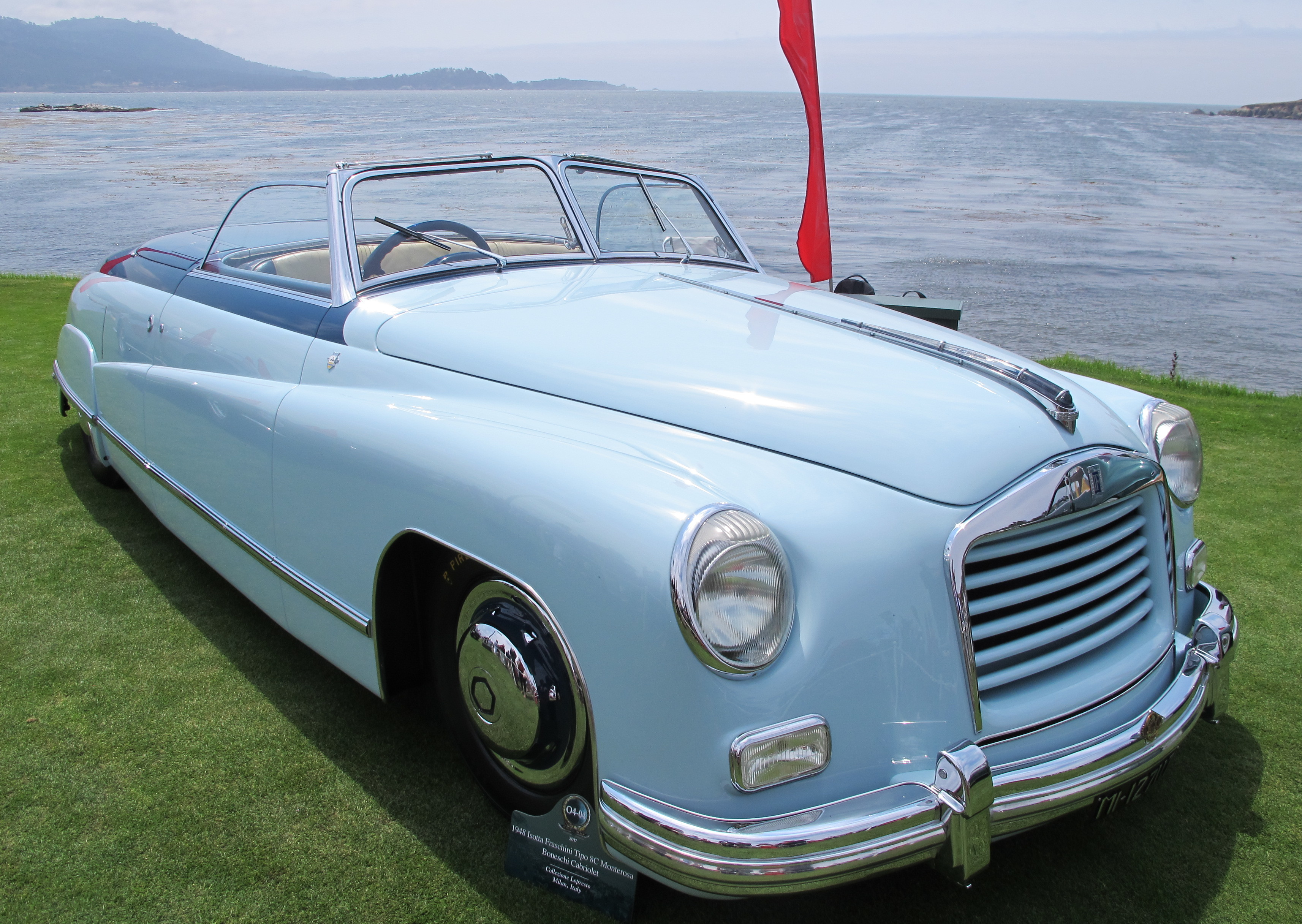
Isotta Fraschini Tipo 8 C von 1946–1948

### Nutzfahrzeuge
Die ersten Fahrzeuge basierten auf den Pkw-Modellen. Viele erhielten Aufbauten als Hotelbus. Genannt sind zwei Modelle mit Vierzylindermotoren und 3200 cm³ bzw. 4400 cm³ Hubraum, die bis 1914 angeboten wurden. Ab 1911 gab es spezielle Lkw, die Vierganggetriebe, Kettenantrieb und Vollgummireifen hatten. Die Nutzlasten betrugen zwischen 1,5 und 6 Tonnen.
Ein Prospekt aus der Zeit von 1912 bis 1914 listet Lkw mit 2, 3, 4 und 5 Tonnen Nutzlast sowie Busse und Hotelbusse auf.
Die Fahrzeuge ab 1934 basierten auf Modellen von MAN. Es waren Vier- und Siebentonner. Sie hatten Sechszylinder-Dieselmotoren. 1937 kam eine neue Serie heraus. Das schwerste Modell, der D 120, war ein Achttonner. Sein Dieselmotor leistete 120 PS aus 9500 cm³ Hubraum. Der D 80, den es auch als Bus gab, hatte als Lkw sechs bis sieben Tonnen Nutzlast. Während des Zweiten Weltkriegs gab es einen Frontlenker mit 3,5 Tonnen Nutzlast, dessen Führerhaus von Zagato gefertigt wurde. Außerdem wurden Oberleitungsbusse angeboten.
1958 erschien der D 160 als schwerer Lkw. Er hatte einen Sechszylinder-Dieselmotor mit 10,2 Liter Hubraum, 155 PS Leistung und ein Achtganggetriebe. Angeboten wurde auch eine Version als Bus mit einem Unterflur-Mittelmotor, Turbolader, Automatikgetriebe und Servolenkung.

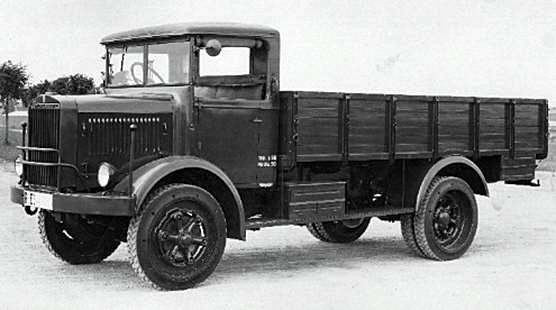
Isotta Fraschini F80 NM, Pritsche (1935)
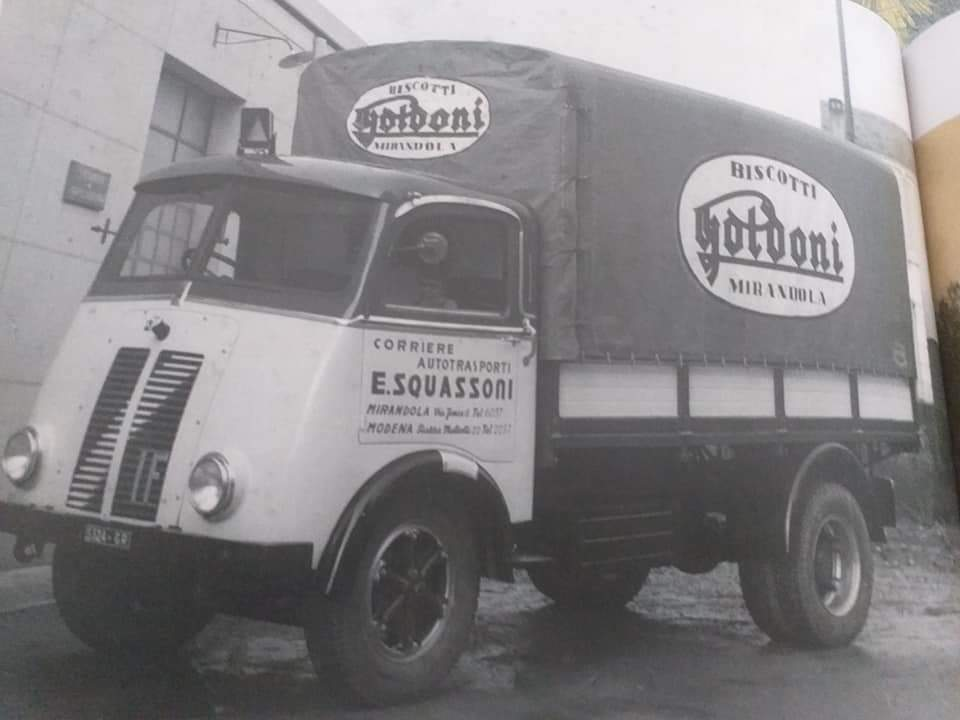
Isotta Fraschini D 65
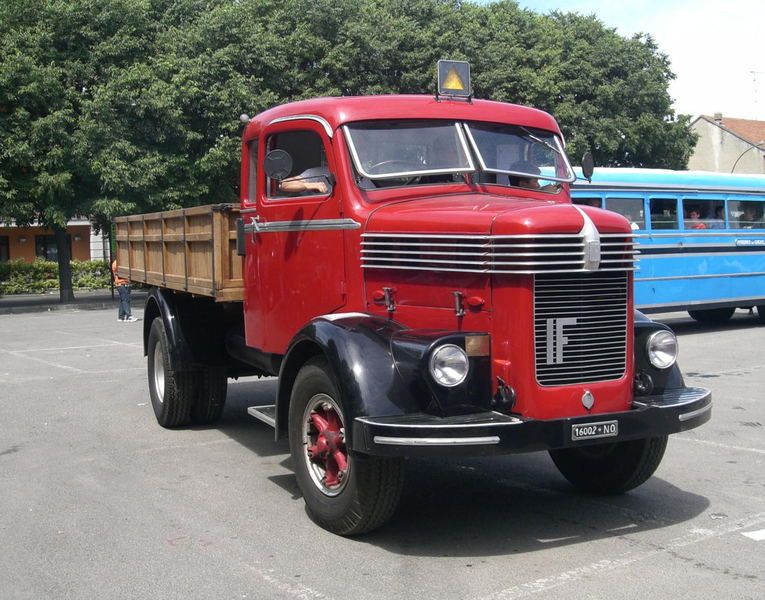
Isotta Fraschini D 80

### Motoren
Seit den 1960er Jahren werden Dieselmotoren in Bari hergestellt.

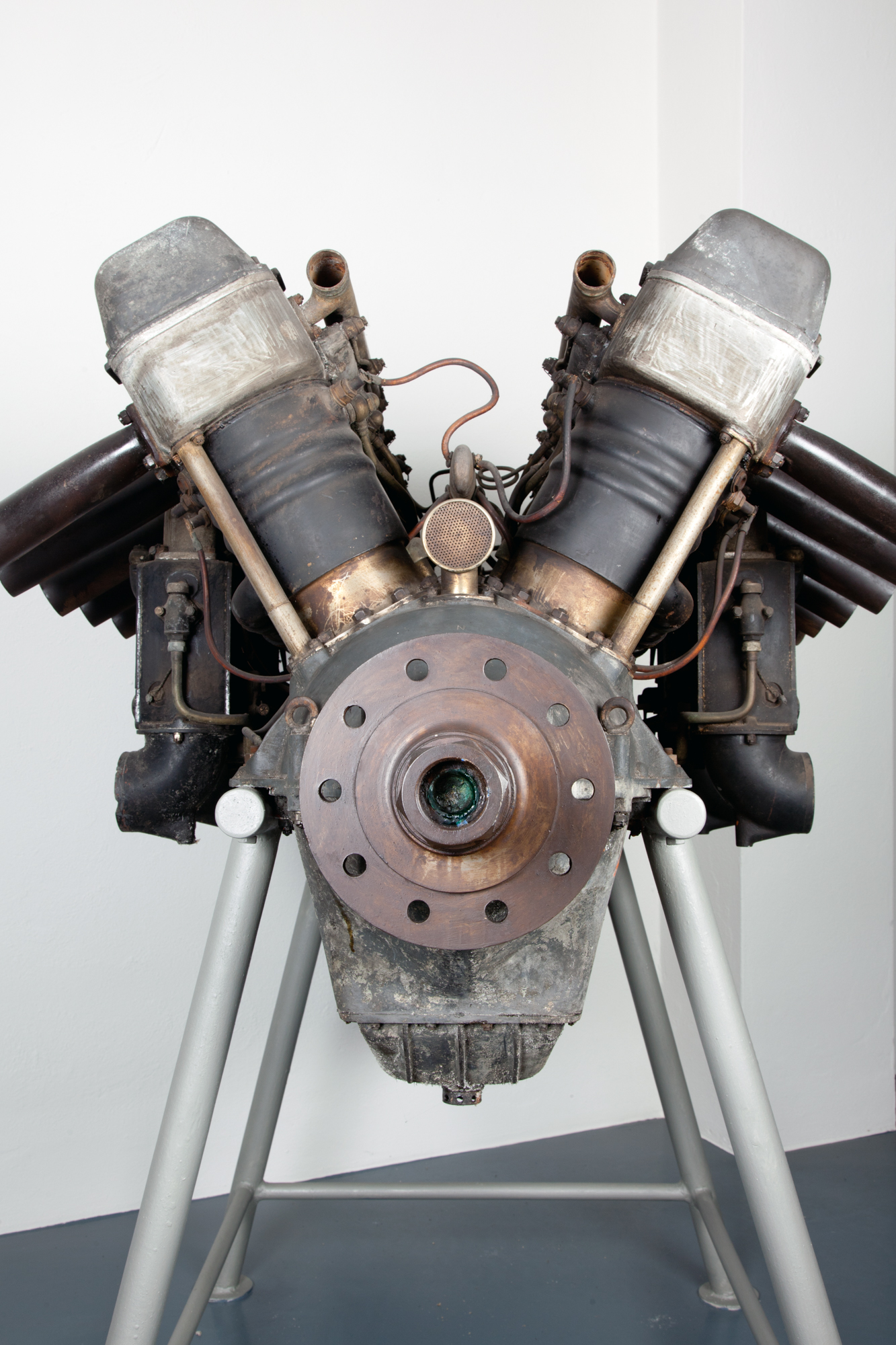
Flugmotor Isotta Fraschini Asso 500
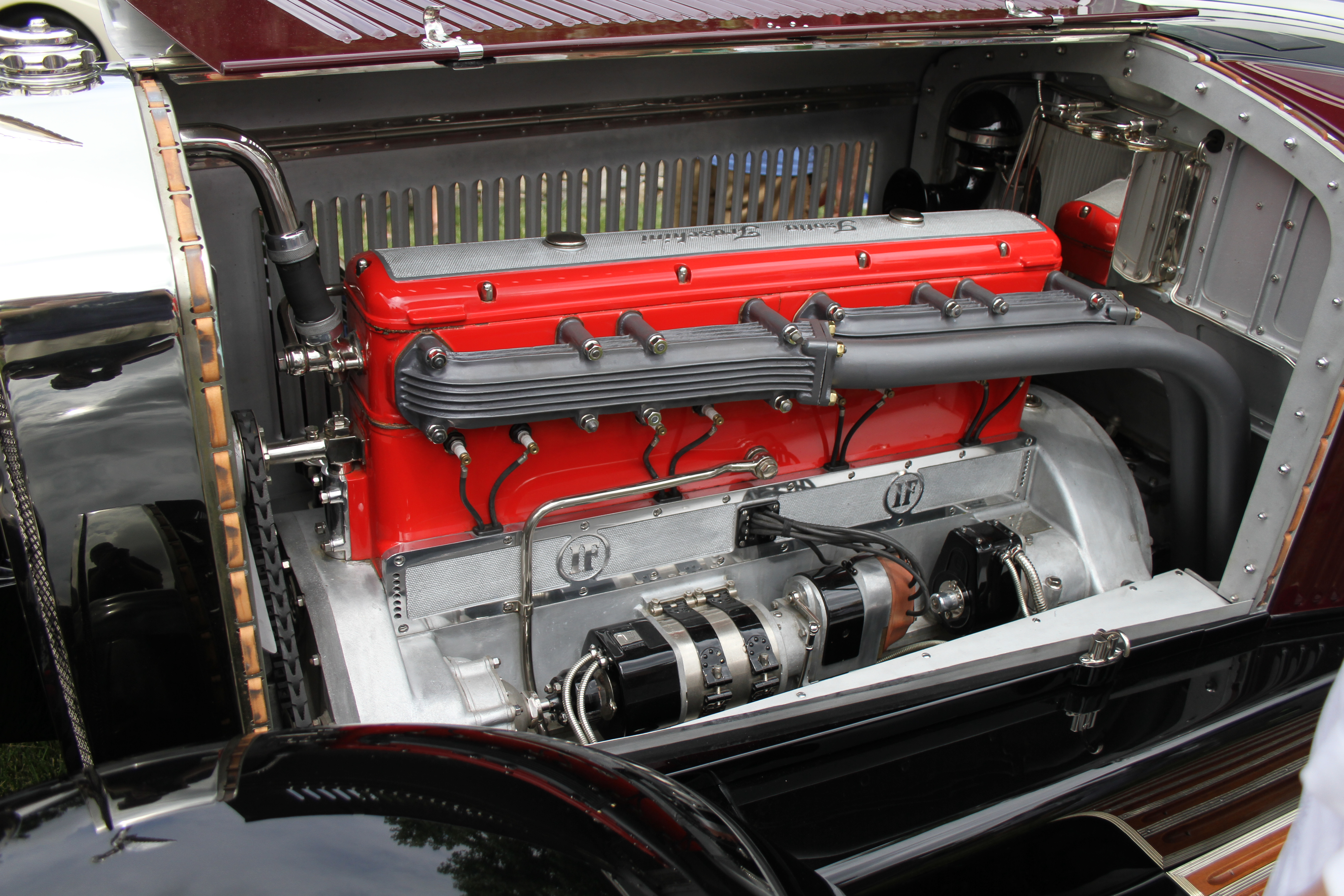
Motor in einem Pkw
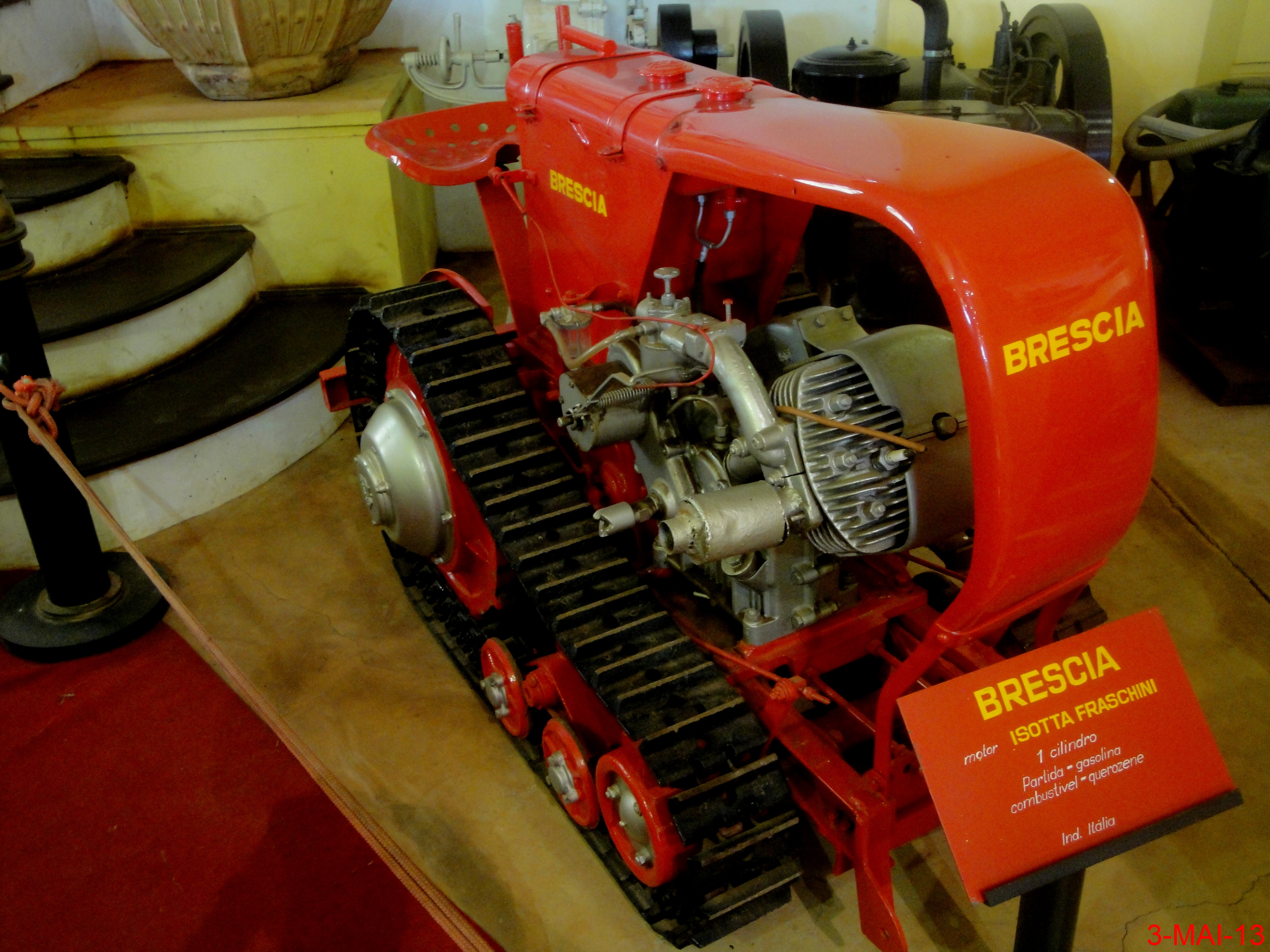
Motor in einem Traktor

## Beteiligung an Autorennen
1905 nahm ein Tipo D am Florio-Cup teil.
Ferdinando Minoia gewann 1907 die Coppa Florio. Vincenzo Trucco siegte bei der Targa Florio 1908.
Ein Tipo FE erreichte 1908 den achten Platz beim Grand Prix des Voiturettes in Dieppe.
Pio Avati gewann sowohl 1925 als auch 1926 die Targa Abruzzi.

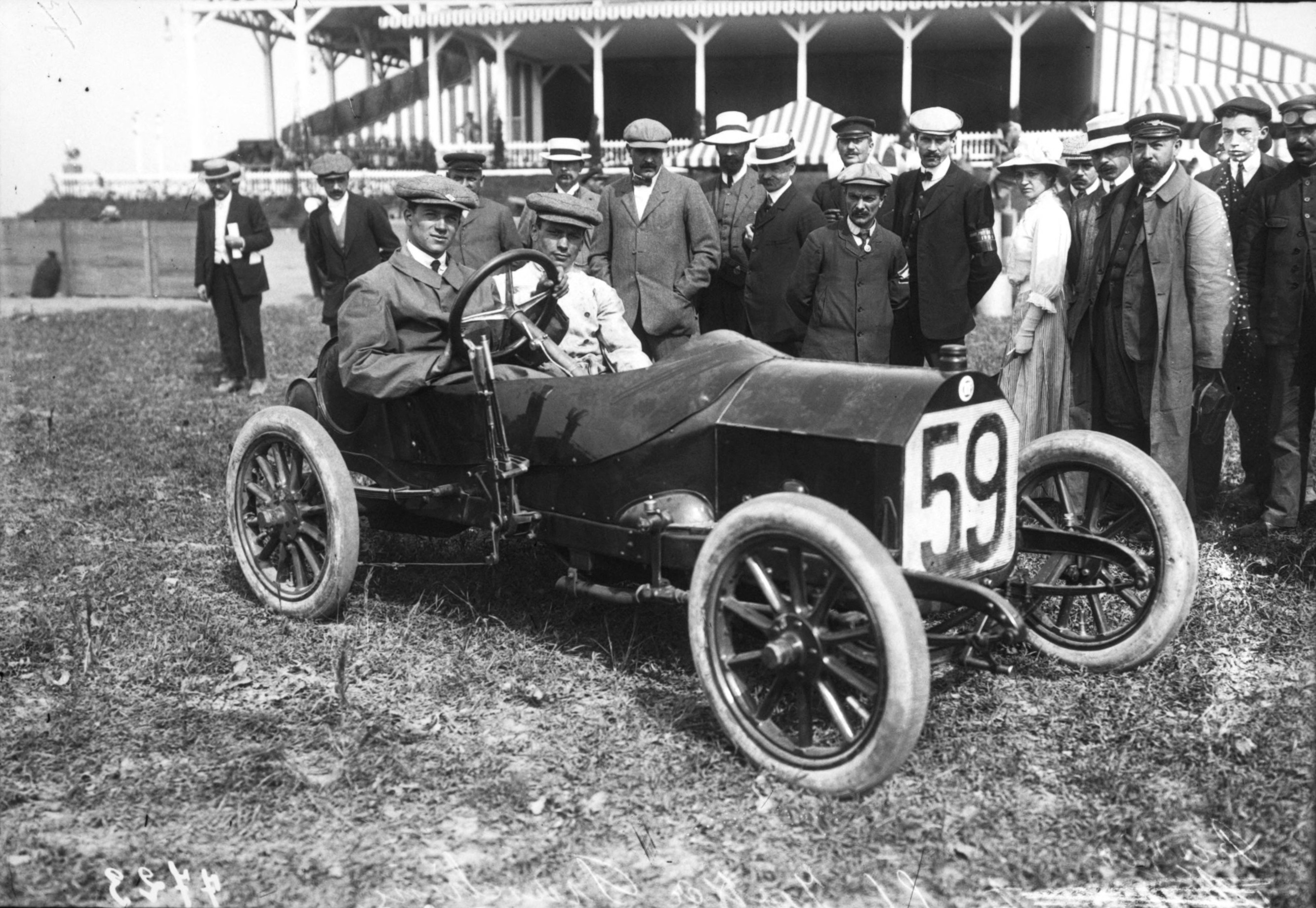
Grand Prix des Voiturettes in Dieppe 1908
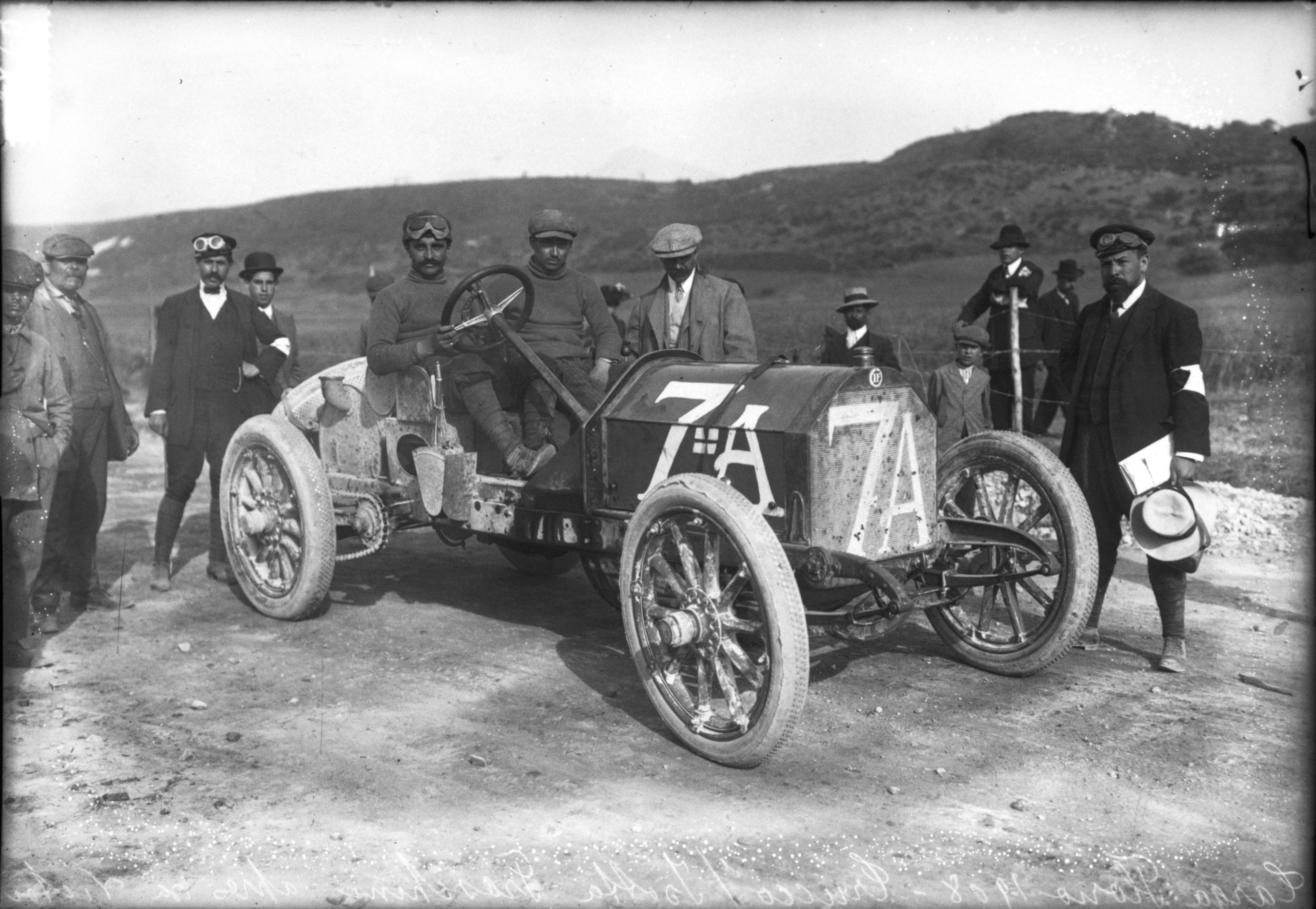
Targa Florio 1908

## Trivia
- Im Kinofilm Rebecca von Alfred Hitchcock von 1940 kommt ein Isotta Fraschini Tipo 8 A Cabriolet Landaulet von Castagna (Bj. ca. 1930) vor.
- Im Kinofilm Sunset Boulevard von 1950 ist ein ähnlicher Isotta Fraschini Tipo 8 A Castagna Transformabile von 1929 zu sehen. In diesem Film wird das Auto von Erich von Stroheim in seiner Rolle als Butler und Chauffeur gelenkt. Weil von Stroheim nicht fahren konnte, wurde das Auto in diesen Szenen von einem anderen Auto gezogen. Bei den Aufnahmen zu einer Filmszene, die vor dem Werkstor zu den Paramount Studios spielt, fuhr er den Wagen gegen das Tor. Erstbesitzerin des Fahrzeugs war Peggy Hopkins Joyce, die es als Geschenk von Walter Percy Chrysler erhalten hatte.
- Der Isotta Fraschini aus Sunset Boulevard ist kurz in einer Szene im Kinofilm Mulholland Drive – Straße der Finsternis von David Lynch, geparkt in einer Toreinfahrt, zu sehen.
- In seinem Buch „Die Kunst, über Geld nachzudenken“ von André Kostolany wählt dieser den Automobilhersteller als Beispiel eines seiner kühnsten und erfolgreichsten Spekulationsobjekte.